# Idioctis xmas
Espèce
Idioctis xmas est une espèce d'araignées mygalomorphes de la famille des Barychelidae.

## Distribution
Cette espèce est endémique de l'île Christmas dans l'Océan Indien.

## Description
La femelle holotype mesure 14,0 mm.

## Étymologie
Son nom d'espèce lui a été donné en référence au lieu de sa découverte, l'île Christmas.

## Publication originale
- Raven, 1988 : A revision of the mygalomorph spider genus Idioctis (Araneae, Barychelidae). American Museum Novitates, no 2929, p. 1-14 (texte intégral).